# Euplectus bescidicus
Euplectus bescidicus är en skalbaggsart som beskrevs av Edmund Reitter 1881. Euplectus bescidicus ingår i släktet Euplectus, och familjen kortvingar. Arten är reproducerande i Sverige.